# US News & World Report

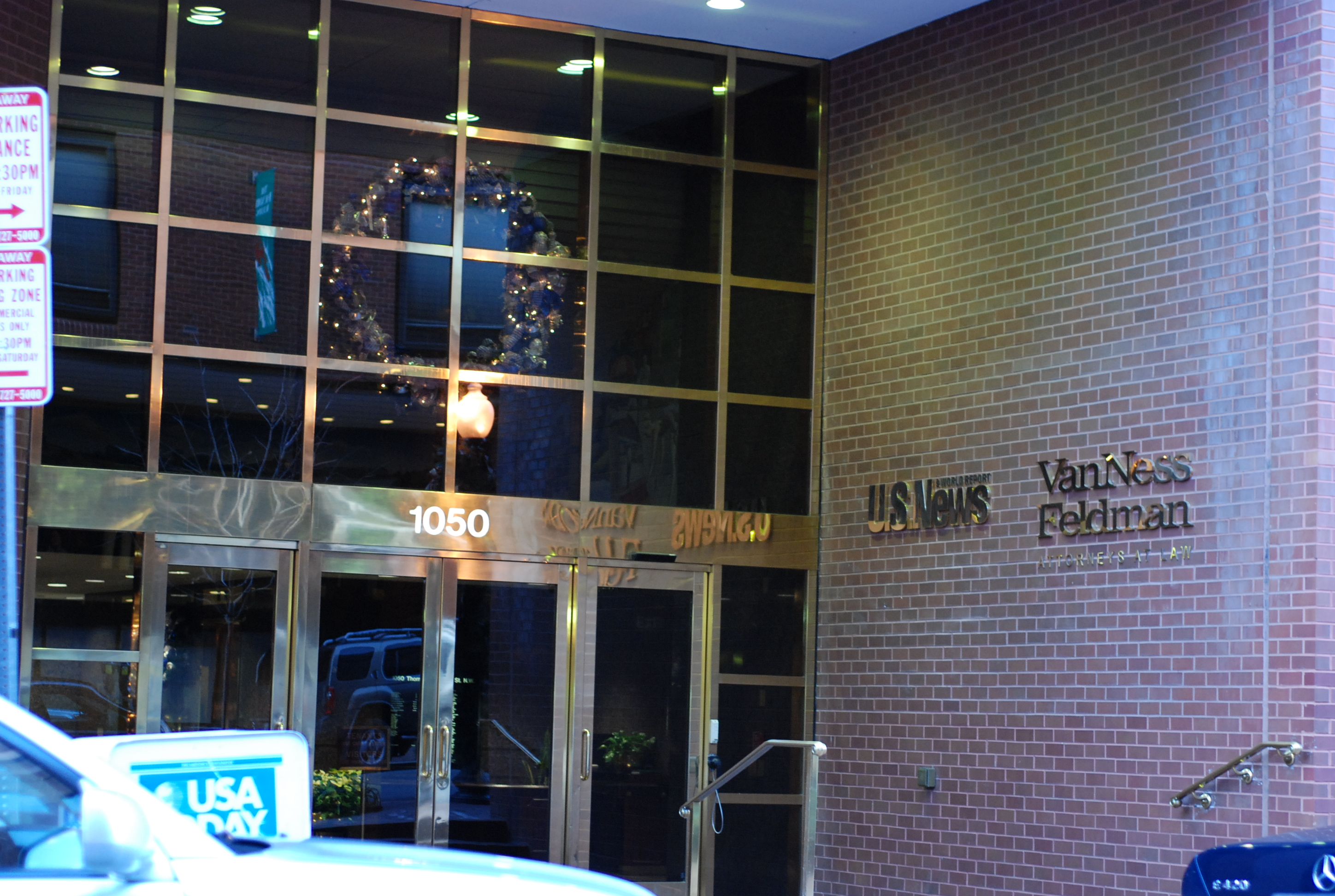
Офіс US News & World Report у Вашингтоні

US News & World Report — американський новинний журнал, що видається у Вашингтоні з 1933 року.
Поряд з виданнями Time і Newsweek протягом багатьох років був одним з провідних тижневиків, приділяючи підвищену уваги політичним і економічним новинам, а також статтям про охорону здоров'я та освіту. В останні роки журнал став особливо відомий своєю системою ранжирування і щорічним звітам про американських коледжах, університетах, що випускають школах і медичних центрах.
З червня 2008 року частота виходу журналу поступово знижувалася, від щотижневих до щомісячних випусків. У листопаді 2010 року було оголошено, що журнал повністю перейде на публікацію в електронному форматі, відправляючи в друк лише ексклюзивні випуски. У грудні того ж року завершилося видання регулярних друкованих випусків.